# کانوسا
کانوسا (به ایتالیایی: Canossa) یک کومونه در ایتالیا است که در استان رجو امیلیا واقع شده‌است.

## خصوصیات
کانوسا ۵۳ کیلومترمربع مساحت و ۳٬۶۱۷ نفر جمعیت دارد.